# Amber Rayne

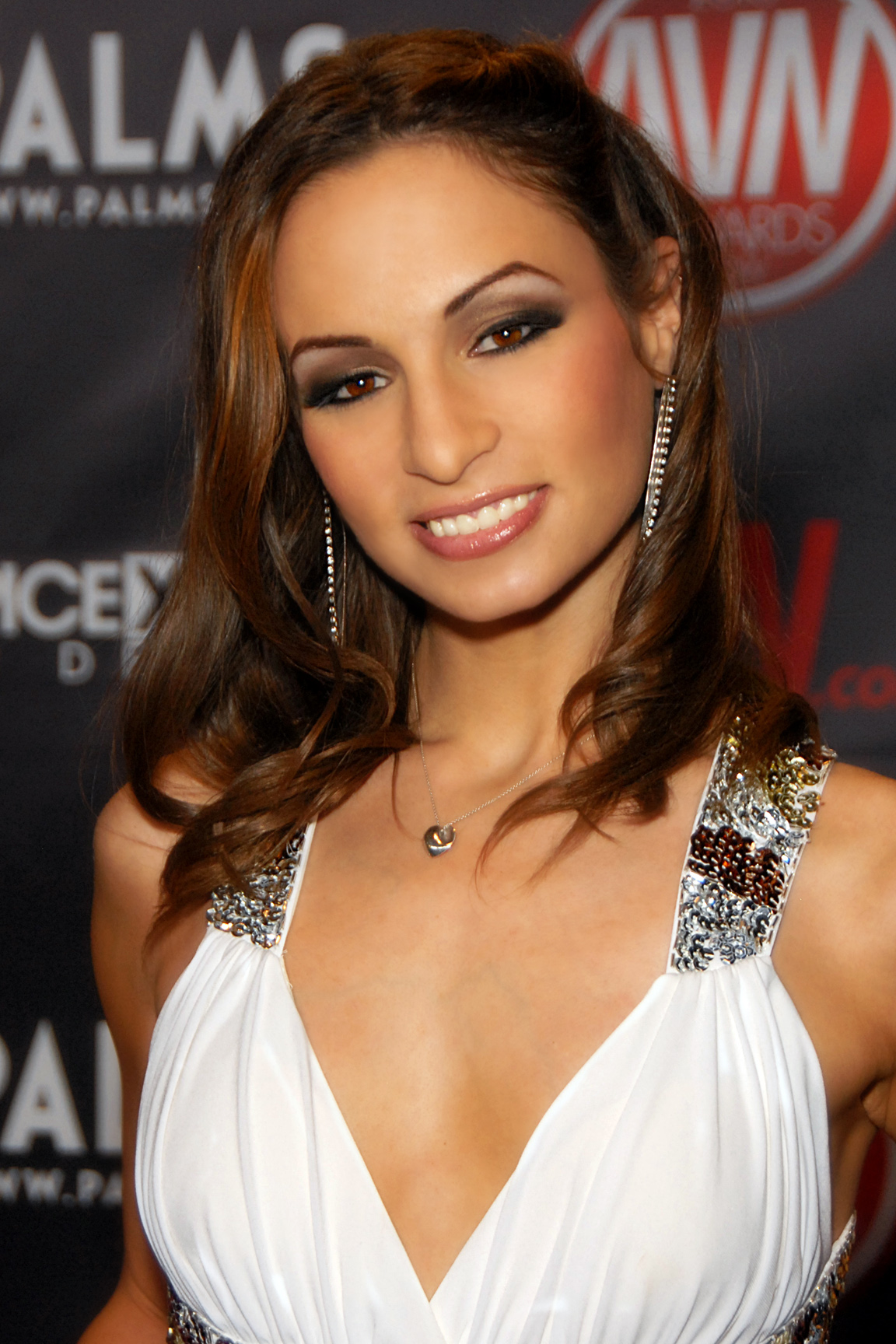
Amber Rayne (2010)

Amber Rayne (* 19. September 1984 in Detroit, Michigan als Meghan Wren; † 2. April 2016 in Los Angeles, Kalifornien) war eine US-amerikanische Pornodarstellerin.

## Leben
Rayne wurde in Detroit geboren und hatte schottische, italienische und Cherokee-Vorfahren. Sie besuchte die California State University, Los Angeles, wo sie Theater, Tanz und Kunstgeschichte studierte. Sie arbeitete zunächst als Statistin für Film und Fernsehen.
Im Jahr 2006 hatte Rayne ihr Debüt in der Hardcore-Pornofilmbranche. Bis Mai 2015 wirkte sie in 472 Filmen mit; unter anderem spielte sie in Night of the Giving Head und in dem mehrfach ausgezeichneten Porno-Spielfilm The 8th Day. Sie arbeitete unter anderem für die Unternehmen Evil Angel Productions, Ninn Worx und Vivid Entertainment Group und mit den Regisseuren Tom Byron, John Leslie und Axel Braun. Außerdem war sie als Darstellerin in 54 BDSM- und Fetisch-Produktionen der Website Kink.com tätig. 2012 war sie in dem Erotikfilm Birthday Sex im Fernsehen zu sehen, der jedoch nicht positiv rezipiert wurde. 2015 beschuldigte sie gemeinsam mit anderen Frauen den Pornodarsteller James Deen der Vergewaltigung.
Rayne erkrankte 2007 an Non-Hodgkin-Lymphom und einem Uteruskarzinom, doch sie überlebte diese Erkrankung. Sie starb in der Nacht vom 2. zum 3. April 2016 im Alter von 31 Jahren in ihrem Haus in Sun Valley, Los Angeles an einer Überdosis Kokain.

## Filmografie (Auswahl)
- 2006: Service Animals 23
- 2007: Blow Me Sandwich 10
- 2007: Girlvana 3
- 2008: Night of the Giving Head
- 2008: Pussy Party 23
- 2008: Teens Like It Big 2
- 2009: The 8th Day
- 2009: The Violation of… Kylie Ireland
- 2010: Saw: A Hardcore Parody
- 2010: Squirtamania 2
- 2010: The Human Sexipede (First Sequence: A Porn Parody)
- 2011: Rezervoir Doggs
- 2011: The Addams Family XXX
- 2012: Birthday Sex (Fernsehfilm)
- 2012: Batgirl XXX: An Extreme Comixxx Parody
- 2012: Buffy the Vampire Slayer XXX: A Parody
- 2015: Anal Acrobats 9
- 2015: Wanted

## Auszeichnungen und Nominierungen
| Jahr | Preis      | Ergebnis  | Kategorie | Werk                                       |
| ---- | ---------- | --------- | --- | ------------------------------------------ |
| 2007 | AVN Award  | Nominiert | Most Outrageous Sex Scene | American Gokkun                            |
| 2008 | AVN Award  | Nominiert | Unsung Starlet of the Year | —                                          |
| 2009 | AVN Award  | Nominiert | Best All-Girl 3-Way Sex Scene (mit Kissy Kapri und Trinity Post)                                                                         | Bitch & Moan 2                             |
| 2009 | AVN Award  | Nominiert | Best All-Girl Group Sex Scene (mit Penny Flame, Ariel X, Louisa Lanewood, Holly West, Rachel Roxxx, Aline, Lexi Belle und Deena Daniels) | Bad News Bitches 3                         |
| 2009 | AVN Award  | Nominiert | Best Threeway Sex Scene (mit Lexi Belle und Sergio)                                                                                      | Bad News Bitches 3                         |
| 2009 | AVN Award  | Nominiert | Most Outrageous Sex Scene (mit Dick James und Johnny Thrust)                                                                             | Cuckold 3                                  |
| 2009 | AVN Award  | Gewonnen  | Unsung Starlet of the Year | —                                          |
| 2009 | FAME Award | Nominiert | Favorite Underrated Star | —                                          |
| 2009 | XRCO Award | Gewonnen  | Unsung Siren | —                                          |
| 2010 | AVN Award  | Nominiert | Best All-Girl Group Sex Scene (mit Megan Jones, Adriana Deville, Allison Pierce, Jaelyn Fox, Mason Moore, Janet Mason und Nikki Sexx)    | Big Toy Orgy                               |
| 2010 | AVN Award  | Nominiert | Best All-Girl Group Sex Scene (mit Kylie Ireland, Sammie Rhodes, Keanni Lei, Bobbi Starr und Heather Starlet)                            | The Violation of… Kylie Ireland            |
| 2010 | AVN Award  | Nominiert | Best Group Sex Scene (mit Darryl Hanah, Trinity Post, Jerry und Tyler Knight)                                                            | The 8th Day                                |
| 2010 | AVN Award  | Nominiert | Best Supporting Actress | The 8th Day                                |
| 2010 | AVN Award  | Nominiert | Female Performer of the Year | —                                          |
| 2010 | AVN Award  | Nominiert | Most Outrageous Sex Scene (mit Mya Nichole und Will Steiger)                                                                             | Deep Anal Abyss 2                          |
| 2012 | AVN Award  | Nominiert | Best All-Girl Group Scene (mit Tara Lynn Foxx und Zoey Holloway)                                                                         | Rezervoir Doggs: An Exquisite Films Parody |
| 2012 | AVN Award  | Nominiert | Most Outrageous Sex Scene (mit Johnny Thrust)                                                                                            | Saw: A Hardcore Parody                     |
| 2013 | AVN Award  | Nominiert | Best All-Girl Group Sex Scene (mit Ash Hollywood und April O’Neil)                                                                       | Buffy the Vampire Slayer XXX: A Parody     |
| 2013 | XBIZ Award | Nominiert | Best Scene – All-Girl (mit Ash Hollywood und April O’Neil)                                                                               | Buffy the Vampire Slayer XXX: A Parody     |
| 2016 | AVN Award  | Nominiert | Best Supporting Actress | Wanted                                     |
| 2016 | XBIZ Award | Nominiert | Best Supporting Actress | Wanted                                     |
| 2016 | XRCO Award | Gewonnen  | Unsung Siren | —                                          |